# Cheshunt
Cheshunt este un oraș în comitatul Hertfordshire, regiunea Eest, Anglia. Orașul se află în districtul Broxbourne a cărui reședință este.